# Malonowo
Malonowo (niem. Mallnow) – wieś sołecka w Polsce położona w województwie zachodniopomorskim, w powiecie białogardzkim, w gminie Karlino. W latach 1975–1998 wieś należała do województwa koszalińskiego. W roku 2007 wieś liczyła 142 mieszkańców.
Wieś wchodząca w skład sołectwa:
- Krukowo

Osada wchodząca w skład sołectwa:
- Kozia Góra

## Geografia
Wieś leży ok. 7 km na południowy zachód od Karlina, przy drodze krajowej nr 6, w pobliżu rzeki Młynówki, między Kozią Górą a miejscowością Karwin. Posiada zwartą zabudowę.

## Historia
Wieś była własnością starego pomorskiego rodu von Podewils już w 2. poł. XIV wieku i nie zmieniała właścicieli aż do XX wieku. Od XVIII wieku majątki w Malonowie i Koziej Górze były złączone w jednym ręku. Zjednoczenia dokonał około 1726 r. Christian Fredrich von Podewils. Prawdopodobnie rodzina von Podewils, jako właściciele tych dóbr, mieszkali w bardziej reprezentacyjnej siedzibie, w Koziej Górze. Dwór w Malonowie służył jako dom rezydentów lub rządcy majątku. Ostatnią przed wojną właścicielką Malonowa była hrabina Jadwiga Ponińska z domu von Podewils z Koziej Góry.

## Zabytki
Do wojewódzkiego rejestru zabytków wpisany jest:
- park[3] z 1880 r., o pow. ok. 2,4 ha rozciąga się na zachód od dworu i obejmuje swoim zasięgiem tereny przy rzece Młynówce. W kształtowaniu układu wykorzystano naturalne warunki, przez co park posiadał cechy założeń krajobrazowych. Tworzy grupę zieleni wysokiej. Położenie na wyższej terasie i skarpie doliny powoduje, że zadrzewienia tworzą tło dla dworu wraz z najbliższym otoczeniem

inne zabytki:
- Dwór w Malonowie jednokondygnacyjny, zbudowany w dwóch fazach. W fazie pierwszej w XVIII wieku wzniesiono na planie prostokąta, parterowy, kryty dachem naczółkowym budynek z ryglówki. Dwór posiadał dziesięcioosiową fasadę zwróconą ku wschodowi i drodze dojazdowej. Przy trzech centralnych osiach fasady istniał ganek, kryty odrębnym dwuspadowym daszkiem. Budynek dwutraktowy z sienią wejściową na osi traktu pierwszego. Na poddaszu posiadał użytkowe pomieszczenia naturalnie doświetlane (okna w szczytach elewacji bocznych). Drewniane gzymsy działowe i opaski okienne dekorowane były ciągłym pasem drobnego ząbkowania. Główny gzyms wieńczący, wykonany został z jednej beli profilowanej (we wklęski i ćwierćwałki}. Kubatura obiektu wynosi 2150 m3, pow. użytkowa 530 m2). W XIX wieku miała miejsce druga faza budowlana dzieląca się na kilka etapów. Dobudowano przy elewacji frontowej, wschodniej werandę włączając w nią dawny ganek (wzniesiono ją również z ryglówki i pokryła ona tym samym cztery osie dworu). Następnie dobudowano (przy elewacji zachodniej od strony poprzednio istniejącego stawu na rzece Młynówce), dwa murowane z cegły skrzydła boczne (umieszczono w nich dodatkowy pokój mieszkalny oraz kuchnię i pomieszczenia pomocnicze). W elewacji południowej przebito nowe przejście – szeroką arkadę z drewnianym łukiem odciążającym. Po wojnie budynek zamieszkiwany był przygodnie przez Romów. Ostatni mieszkaniec wyprowadził się na początku lat 80. Budynek nie był remontowany. Za dworem, po stronie zachodniej płynie trudno dostępna bardzo porośnięte brzegi) rzeka Młynówka
- zajazd z 1913 r. murowany, obecnie budynek mieszkalny
- budynek mieszkalny murowany z początku XX wieku
- młyn wodny z początku XX wieku murowany[4], obecnie nieczynny, z zachowanymi urządzeniami spiętrzającymi wodę.

## Kultura i sport
We wsi znajduje się świetlica wiejska oraz boisko sportowe.

## Komunikacja
W Malonowie znajduje się przystanek komunikacji autobusowej.